# Loi C-45
La loi C-45 est une loi de type omnibus passée par le Parlement du Canada en décembre 2012.

## Contenu
Le document de la loi C-45 fait au-delà de 450 pages.

### Loi sur les Indiens
Ces modifications affectent l'attribution des terres par rapport à la loi sur les Indiens. Ceci entraîne des protestations dont des blocus de voies de transport, reliées au mouvement Idle No More.